# Форпост (шахматы)
Форпо́ст — защищённая фигура, расположенная на слабом поле за демаркационной линией доски.
В большинстве случаях форпост возникает на 5-й или 6-й горизонталях, если его ставят белые, и на 4-й или 3-й, если чёрные. При этом обычно поле-форпост защищает пешка, но иногда ладья или слон.
Основные задачи форпоста:
- способствовать серьёзному ослаблению позиции соперника.
- служить плацдармом для развития атаки в центре или на одном из флангов.

Шахматная практика показала, что роль форпоста на центральных вертикалях лучше всего играет конь, на крайних — ладья. Зигберт Тарраш замечал, что защищенный пешкой конь, занимающий центральное поле в лагере противника, равен по силе ладье.

## Пример
|   | a | b | c | d | e | f | g | h |   |
| - | --- | --- | --- | --- | --- | --- | --- | --- | - |
| 8 | a8 чёрная ладья · d8 чёрный ферзь · f8 чёрная ладья · g8 чёрный король · a7 чёрная пешка · b7 чёрный слон · e7 чёрный конь · f7 чёрная пешка · g7 чёрная пешка · h7 чёрная пешка · b6 чёрная пешка · e6 чёрная пешка · f6 чёрный конь · e5 белый конь · d4 белая пешка · b3 белый слон · c3 белый конь · f3 белая пешка · a2 белая пешка · b2 белая пешка · e2 белый ферзь · g2 белая пешка · h2 белая пешка · c1 белая ладья · d1 белая ладья · g1 белый король | a8 чёрная ладья · d8 чёрный ферзь · f8 чёрная ладья · g8 чёрный король · a7 чёрная пешка · b7 чёрный слон · e7 чёрный конь · f7 чёрная пешка · g7 чёрная пешка · h7 чёрная пешка · b6 чёрная пешка · e6 чёрная пешка · f6 чёрный конь · e5 белый конь · d4 белая пешка · b3 белый слон · c3 белый конь · f3 белая пешка · a2 белая пешка · b2 белая пешка · e2 белый ферзь · g2 белая пешка · h2 белая пешка · c1 белая ладья · d1 белая ладья · g1 белый король | a8 чёрная ладья · d8 чёрный ферзь · f8 чёрная ладья · g8 чёрный король · a7 чёрная пешка · b7 чёрный слон · e7 чёрный конь · f7 чёрная пешка · g7 чёрная пешка · h7 чёрная пешка · b6 чёрная пешка · e6 чёрная пешка · f6 чёрный конь · e5 белый конь · d4 белая пешка · b3 белый слон · c3 белый конь · f3 белая пешка · a2 белая пешка · b2 белая пешка · e2 белый ферзь · g2 белая пешка · h2 белая пешка · c1 белая ладья · d1 белая ладья · g1 белый король | a8 чёрная ладья · d8 чёрный ферзь · f8 чёрная ладья · g8 чёрный король · a7 чёрная пешка · b7 чёрный слон · e7 чёрный конь · f7 чёрная пешка · g7 чёрная пешка · h7 чёрная пешка · b6 чёрная пешка · e6 чёрная пешка · f6 чёрный конь · e5 белый конь · d4 белая пешка · b3 белый слон · c3 белый конь · f3 белая пешка · a2 белая пешка · b2 белая пешка · e2 белый ферзь · g2 белая пешка · h2 белая пешка · c1 белая ладья · d1 белая ладья · g1 белый король | a8 чёрная ладья · d8 чёрный ферзь · f8 чёрная ладья · g8 чёрный король · a7 чёрная пешка · b7 чёрный слон · e7 чёрный конь · f7 чёрная пешка · g7 чёрная пешка · h7 чёрная пешка · b6 чёрная пешка · e6 чёрная пешка · f6 чёрный конь · e5 белый конь · d4 белая пешка · b3 белый слон · c3 белый конь · f3 белая пешка · a2 белая пешка · b2 белая пешка · e2 белый ферзь · g2 белая пешка · h2 белая пешка · c1 белая ладья · d1 белая ладья · g1 белый король | a8 чёрная ладья · d8 чёрный ферзь · f8 чёрная ладья · g8 чёрный король · a7 чёрная пешка · b7 чёрный слон · e7 чёрный конь · f7 чёрная пешка · g7 чёрная пешка · h7 чёрная пешка · b6 чёрная пешка · e6 чёрная пешка · f6 чёрный конь · e5 белый конь · d4 белая пешка · b3 белый слон · c3 белый конь · f3 белая пешка · a2 белая пешка · b2 белая пешка · e2 белый ферзь · g2 белая пешка · h2 белая пешка · c1 белая ладья · d1 белая ладья · g1 белый король | a8 чёрная ладья · d8 чёрный ферзь · f8 чёрная ладья · g8 чёрный король · a7 чёрная пешка · b7 чёрный слон · e7 чёрный конь · f7 чёрная пешка · g7 чёрная пешка · h7 чёрная пешка · b6 чёрная пешка · e6 чёрная пешка · f6 чёрный конь · e5 белый конь · d4 белая пешка · b3 белый слон · c3 белый конь · f3 белая пешка · a2 белая пешка · b2 белая пешка · e2 белый ферзь · g2 белая пешка · h2 белая пешка · c1 белая ладья · d1 белая ладья · g1 белый король | a8 чёрная ладья · d8 чёрный ферзь · f8 чёрная ладья · g8 чёрный король · a7 чёрная пешка · b7 чёрный слон · e7 чёрный конь · f7 чёрная пешка · g7 чёрная пешка · h7 чёрная пешка · b6 чёрная пешка · e6 чёрная пешка · f6 чёрный конь · e5 белый конь · d4 белая пешка · b3 белый слон · c3 белый конь · f3 белая пешка · a2 белая пешка · b2 белая пешка · e2 белый ферзь · g2 белая пешка · h2 белая пешка · c1 белая ладья · d1 белая ладья · g1 белый король | 8 |
| 7 | a8 чёрная ладья · d8 чёрный ферзь · f8 чёрная ладья · g8 чёрный король · a7 чёрная пешка · b7 чёрный слон · e7 чёрный конь · f7 чёрная пешка · g7 чёрная пешка · h7 чёрная пешка · b6 чёрная пешка · e6 чёрная пешка · f6 чёрный конь · e5 белый конь · d4 белая пешка · b3 белый слон · c3 белый конь · f3 белая пешка · a2 белая пешка · b2 белая пешка · e2 белый ферзь · g2 белая пешка · h2 белая пешка · c1 белая ладья · d1 белая ладья · g1 белый король | a8 чёрная ладья · d8 чёрный ферзь · f8 чёрная ладья · g8 чёрный король · a7 чёрная пешка · b7 чёрный слон · e7 чёрный конь · f7 чёрная пешка · g7 чёрная пешка · h7 чёрная пешка · b6 чёрная пешка · e6 чёрная пешка · f6 чёрный конь · e5 белый конь · d4 белая пешка · b3 белый слон · c3 белый конь · f3 белая пешка · a2 белая пешка · b2 белая пешка · e2 белый ферзь · g2 белая пешка · h2 белая пешка · c1 белая ладья · d1 белая ладья · g1 белый король | a8 чёрная ладья · d8 чёрный ферзь · f8 чёрная ладья · g8 чёрный король · a7 чёрная пешка · b7 чёрный слон · e7 чёрный конь · f7 чёрная пешка · g7 чёрная пешка · h7 чёрная пешка · b6 чёрная пешка · e6 чёрная пешка · f6 чёрный конь · e5 белый конь · d4 белая пешка · b3 белый слон · c3 белый конь · f3 белая пешка · a2 белая пешка · b2 белая пешка · e2 белый ферзь · g2 белая пешка · h2 белая пешка · c1 белая ладья · d1 белая ладья · g1 белый король | a8 чёрная ладья · d8 чёрный ферзь · f8 чёрная ладья · g8 чёрный король · a7 чёрная пешка · b7 чёрный слон · e7 чёрный конь · f7 чёрная пешка · g7 чёрная пешка · h7 чёрная пешка · b6 чёрная пешка · e6 чёрная пешка · f6 чёрный конь · e5 белый конь · d4 белая пешка · b3 белый слон · c3 белый конь · f3 белая пешка · a2 белая пешка · b2 белая пешка · e2 белый ферзь · g2 белая пешка · h2 белая пешка · c1 белая ладья · d1 белая ладья · g1 белый король | a8 чёрная ладья · d8 чёрный ферзь · f8 чёрная ладья · g8 чёрный король · a7 чёрная пешка · b7 чёрный слон · e7 чёрный конь · f7 чёрная пешка · g7 чёрная пешка · h7 чёрная пешка · b6 чёрная пешка · e6 чёрная пешка · f6 чёрный конь · e5 белый конь · d4 белая пешка · b3 белый слон · c3 белый конь · f3 белая пешка · a2 белая пешка · b2 белая пешка · e2 белый ферзь · g2 белая пешка · h2 белая пешка · c1 белая ладья · d1 белая ладья · g1 белый король | a8 чёрная ладья · d8 чёрный ферзь · f8 чёрная ладья · g8 чёрный король · a7 чёрная пешка · b7 чёрный слон · e7 чёрный конь · f7 чёрная пешка · g7 чёрная пешка · h7 чёрная пешка · b6 чёрная пешка · e6 чёрная пешка · f6 чёрный конь · e5 белый конь · d4 белая пешка · b3 белый слон · c3 белый конь · f3 белая пешка · a2 белая пешка · b2 белая пешка · e2 белый ферзь · g2 белая пешка · h2 белая пешка · c1 белая ладья · d1 белая ладья · g1 белый король | a8 чёрная ладья · d8 чёрный ферзь · f8 чёрная ладья · g8 чёрный король · a7 чёрная пешка · b7 чёрный слон · e7 чёрный конь · f7 чёрная пешка · g7 чёрная пешка · h7 чёрная пешка · b6 чёрная пешка · e6 чёрная пешка · f6 чёрный конь · e5 белый конь · d4 белая пешка · b3 белый слон · c3 белый конь · f3 белая пешка · a2 белая пешка · b2 белая пешка · e2 белый ферзь · g2 белая пешка · h2 белая пешка · c1 белая ладья · d1 белая ладья · g1 белый король | a8 чёрная ладья · d8 чёрный ферзь · f8 чёрная ладья · g8 чёрный король · a7 чёрная пешка · b7 чёрный слон · e7 чёрный конь · f7 чёрная пешка · g7 чёрная пешка · h7 чёрная пешка · b6 чёрная пешка · e6 чёрная пешка · f6 чёрный конь · e5 белый конь · d4 белая пешка · b3 белый слон · c3 белый конь · f3 белая пешка · a2 белая пешка · b2 белая пешка · e2 белый ферзь · g2 белая пешка · h2 белая пешка · c1 белая ладья · d1 белая ладья · g1 белый король | 7 |
| 6 | a8 чёрная ладья · d8 чёрный ферзь · f8 чёрная ладья · g8 чёрный король · a7 чёрная пешка · b7 чёрный слон · e7 чёрный конь · f7 чёрная пешка · g7 чёрная пешка · h7 чёрная пешка · b6 чёрная пешка · e6 чёрная пешка · f6 чёрный конь · e5 белый конь · d4 белая пешка · b3 белый слон · c3 белый конь · f3 белая пешка · a2 белая пешка · b2 белая пешка · e2 белый ферзь · g2 белая пешка · h2 белая пешка · c1 белая ладья · d1 белая ладья · g1 белый король | a8 чёрная ладья · d8 чёрный ферзь · f8 чёрная ладья · g8 чёрный король · a7 чёрная пешка · b7 чёрный слон · e7 чёрный конь · f7 чёрная пешка · g7 чёрная пешка · h7 чёрная пешка · b6 чёрная пешка · e6 чёрная пешка · f6 чёрный конь · e5 белый конь · d4 белая пешка · b3 белый слон · c3 белый конь · f3 белая пешка · a2 белая пешка · b2 белая пешка · e2 белый ферзь · g2 белая пешка · h2 белая пешка · c1 белая ладья · d1 белая ладья · g1 белый король | a8 чёрная ладья · d8 чёрный ферзь · f8 чёрная ладья · g8 чёрный король · a7 чёрная пешка · b7 чёрный слон · e7 чёрный конь · f7 чёрная пешка · g7 чёрная пешка · h7 чёрная пешка · b6 чёрная пешка · e6 чёрная пешка · f6 чёрный конь · e5 белый конь · d4 белая пешка · b3 белый слон · c3 белый конь · f3 белая пешка · a2 белая пешка · b2 белая пешка · e2 белый ферзь · g2 белая пешка · h2 белая пешка · c1 белая ладья · d1 белая ладья · g1 белый король | a8 чёрная ладья · d8 чёрный ферзь · f8 чёрная ладья · g8 чёрный король · a7 чёрная пешка · b7 чёрный слон · e7 чёрный конь · f7 чёрная пешка · g7 чёрная пешка · h7 чёрная пешка · b6 чёрная пешка · e6 чёрная пешка · f6 чёрный конь · e5 белый конь · d4 белая пешка · b3 белый слон · c3 белый конь · f3 белая пешка · a2 белая пешка · b2 белая пешка · e2 белый ферзь · g2 белая пешка · h2 белая пешка · c1 белая ладья · d1 белая ладья · g1 белый король | a8 чёрная ладья · d8 чёрный ферзь · f8 чёрная ладья · g8 чёрный король · a7 чёрная пешка · b7 чёрный слон · e7 чёрный конь · f7 чёрная пешка · g7 чёрная пешка · h7 чёрная пешка · b6 чёрная пешка · e6 чёрная пешка · f6 чёрный конь · e5 белый конь · d4 белая пешка · b3 белый слон · c3 белый конь · f3 белая пешка · a2 белая пешка · b2 белая пешка · e2 белый ферзь · g2 белая пешка · h2 белая пешка · c1 белая ладья · d1 белая ладья · g1 белый король | a8 чёрная ладья · d8 чёрный ферзь · f8 чёрная ладья · g8 чёрный король · a7 чёрная пешка · b7 чёрный слон · e7 чёрный конь · f7 чёрная пешка · g7 чёрная пешка · h7 чёрная пешка · b6 чёрная пешка · e6 чёрная пешка · f6 чёрный конь · e5 белый конь · d4 белая пешка · b3 белый слон · c3 белый конь · f3 белая пешка · a2 белая пешка · b2 белая пешка · e2 белый ферзь · g2 белая пешка · h2 белая пешка · c1 белая ладья · d1 белая ладья · g1 белый король | a8 чёрная ладья · d8 чёрный ферзь · f8 чёрная ладья · g8 чёрный король · a7 чёрная пешка · b7 чёрный слон · e7 чёрный конь · f7 чёрная пешка · g7 чёрная пешка · h7 чёрная пешка · b6 чёрная пешка · e6 чёрная пешка · f6 чёрный конь · e5 белый конь · d4 белая пешка · b3 белый слон · c3 белый конь · f3 белая пешка · a2 белая пешка · b2 белая пешка · e2 белый ферзь · g2 белая пешка · h2 белая пешка · c1 белая ладья · d1 белая ладья · g1 белый король | a8 чёрная ладья · d8 чёрный ферзь · f8 чёрная ладья · g8 чёрный король · a7 чёрная пешка · b7 чёрный слон · e7 чёрный конь · f7 чёрная пешка · g7 чёрная пешка · h7 чёрная пешка · b6 чёрная пешка · e6 чёрная пешка · f6 чёрный конь · e5 белый конь · d4 белая пешка · b3 белый слон · c3 белый конь · f3 белая пешка · a2 белая пешка · b2 белая пешка · e2 белый ферзь · g2 белая пешка · h2 белая пешка · c1 белая ладья · d1 белая ладья · g1 белый король | 6 |
| 5 | a8 чёрная ладья · d8 чёрный ферзь · f8 чёрная ладья · g8 чёрный король · a7 чёрная пешка · b7 чёрный слон · e7 чёрный конь · f7 чёрная пешка · g7 чёрная пешка · h7 чёрная пешка · b6 чёрная пешка · e6 чёрная пешка · f6 чёрный конь · e5 белый конь · d4 белая пешка · b3 белый слон · c3 белый конь · f3 белая пешка · a2 белая пешка · b2 белая пешка · e2 белый ферзь · g2 белая пешка · h2 белая пешка · c1 белая ладья · d1 белая ладья · g1 белый король | a8 чёрная ладья · d8 чёрный ферзь · f8 чёрная ладья · g8 чёрный король · a7 чёрная пешка · b7 чёрный слон · e7 чёрный конь · f7 чёрная пешка · g7 чёрная пешка · h7 чёрная пешка · b6 чёрная пешка · e6 чёрная пешка · f6 чёрный конь · e5 белый конь · d4 белая пешка · b3 белый слон · c3 белый конь · f3 белая пешка · a2 белая пешка · b2 белая пешка · e2 белый ферзь · g2 белая пешка · h2 белая пешка · c1 белая ладья · d1 белая ладья · g1 белый король | a8 чёрная ладья · d8 чёрный ферзь · f8 чёрная ладья · g8 чёрный король · a7 чёрная пешка · b7 чёрный слон · e7 чёрный конь · f7 чёрная пешка · g7 чёрная пешка · h7 чёрная пешка · b6 чёрная пешка · e6 чёрная пешка · f6 чёрный конь · e5 белый конь · d4 белая пешка · b3 белый слон · c3 белый конь · f3 белая пешка · a2 белая пешка · b2 белая пешка · e2 белый ферзь · g2 белая пешка · h2 белая пешка · c1 белая ладья · d1 белая ладья · g1 белый король | a8 чёрная ладья · d8 чёрный ферзь · f8 чёрная ладья · g8 чёрный король · a7 чёрная пешка · b7 чёрный слон · e7 чёрный конь · f7 чёрная пешка · g7 чёрная пешка · h7 чёрная пешка · b6 чёрная пешка · e6 чёрная пешка · f6 чёрный конь · e5 белый конь · d4 белая пешка · b3 белый слон · c3 белый конь · f3 белая пешка · a2 белая пешка · b2 белая пешка · e2 белый ферзь · g2 белая пешка · h2 белая пешка · c1 белая ладья · d1 белая ладья · g1 белый король | a8 чёрная ладья · d8 чёрный ферзь · f8 чёрная ладья · g8 чёрный король · a7 чёрная пешка · b7 чёрный слон · e7 чёрный конь · f7 чёрная пешка · g7 чёрная пешка · h7 чёрная пешка · b6 чёрная пешка · e6 чёрная пешка · f6 чёрный конь · e5 белый конь · d4 белая пешка · b3 белый слон · c3 белый конь · f3 белая пешка · a2 белая пешка · b2 белая пешка · e2 белый ферзь · g2 белая пешка · h2 белая пешка · c1 белая ладья · d1 белая ладья · g1 белый король | a8 чёрная ладья · d8 чёрный ферзь · f8 чёрная ладья · g8 чёрный король · a7 чёрная пешка · b7 чёрный слон · e7 чёрный конь · f7 чёрная пешка · g7 чёрная пешка · h7 чёрная пешка · b6 чёрная пешка · e6 чёрная пешка · f6 чёрный конь · e5 белый конь · d4 белая пешка · b3 белый слон · c3 белый конь · f3 белая пешка · a2 белая пешка · b2 белая пешка · e2 белый ферзь · g2 белая пешка · h2 белая пешка · c1 белая ладья · d1 белая ладья · g1 белый король | a8 чёрная ладья · d8 чёрный ферзь · f8 чёрная ладья · g8 чёрный король · a7 чёрная пешка · b7 чёрный слон · e7 чёрный конь · f7 чёрная пешка · g7 чёрная пешка · h7 чёрная пешка · b6 чёрная пешка · e6 чёрная пешка · f6 чёрный конь · e5 белый конь · d4 белая пешка · b3 белый слон · c3 белый конь · f3 белая пешка · a2 белая пешка · b2 белая пешка · e2 белый ферзь · g2 белая пешка · h2 белая пешка · c1 белая ладья · d1 белая ладья · g1 белый король | a8 чёрная ладья · d8 чёрный ферзь · f8 чёрная ладья · g8 чёрный король · a7 чёрная пешка · b7 чёрный слон · e7 чёрный конь · f7 чёрная пешка · g7 чёрная пешка · h7 чёрная пешка · b6 чёрная пешка · e6 чёрная пешка · f6 чёрный конь · e5 белый конь · d4 белая пешка · b3 белый слон · c3 белый конь · f3 белая пешка · a2 белая пешка · b2 белая пешка · e2 белый ферзь · g2 белая пешка · h2 белая пешка · c1 белая ладья · d1 белая ладья · g1 белый король | 5 |
| 4 | a8 чёрная ладья · d8 чёрный ферзь · f8 чёрная ладья · g8 чёрный король · a7 чёрная пешка · b7 чёрный слон · e7 чёрный конь · f7 чёрная пешка · g7 чёрная пешка · h7 чёрная пешка · b6 чёрная пешка · e6 чёрная пешка · f6 чёрный конь · e5 белый конь · d4 белая пешка · b3 белый слон · c3 белый конь · f3 белая пешка · a2 белая пешка · b2 белая пешка · e2 белый ферзь · g2 белая пешка · h2 белая пешка · c1 белая ладья · d1 белая ладья · g1 белый король | a8 чёрная ладья · d8 чёрный ферзь · f8 чёрная ладья · g8 чёрный король · a7 чёрная пешка · b7 чёрный слон · e7 чёрный конь · f7 чёрная пешка · g7 чёрная пешка · h7 чёрная пешка · b6 чёрная пешка · e6 чёрная пешка · f6 чёрный конь · e5 белый конь · d4 белая пешка · b3 белый слон · c3 белый конь · f3 белая пешка · a2 белая пешка · b2 белая пешка · e2 белый ферзь · g2 белая пешка · h2 белая пешка · c1 белая ладья · d1 белая ладья · g1 белый король | a8 чёрная ладья · d8 чёрный ферзь · f8 чёрная ладья · g8 чёрный король · a7 чёрная пешка · b7 чёрный слон · e7 чёрный конь · f7 чёрная пешка · g7 чёрная пешка · h7 чёрная пешка · b6 чёрная пешка · e6 чёрная пешка · f6 чёрный конь · e5 белый конь · d4 белая пешка · b3 белый слон · c3 белый конь · f3 белая пешка · a2 белая пешка · b2 белая пешка · e2 белый ферзь · g2 белая пешка · h2 белая пешка · c1 белая ладья · d1 белая ладья · g1 белый король | a8 чёрная ладья · d8 чёрный ферзь · f8 чёрная ладья · g8 чёрный король · a7 чёрная пешка · b7 чёрный слон · e7 чёрный конь · f7 чёрная пешка · g7 чёрная пешка · h7 чёрная пешка · b6 чёрная пешка · e6 чёрная пешка · f6 чёрный конь · e5 белый конь · d4 белая пешка · b3 белый слон · c3 белый конь · f3 белая пешка · a2 белая пешка · b2 белая пешка · e2 белый ферзь · g2 белая пешка · h2 белая пешка · c1 белая ладья · d1 белая ладья · g1 белый король | a8 чёрная ладья · d8 чёрный ферзь · f8 чёрная ладья · g8 чёрный король · a7 чёрная пешка · b7 чёрный слон · e7 чёрный конь · f7 чёрная пешка · g7 чёрная пешка · h7 чёрная пешка · b6 чёрная пешка · e6 чёрная пешка · f6 чёрный конь · e5 белый конь · d4 белая пешка · b3 белый слон · c3 белый конь · f3 белая пешка · a2 белая пешка · b2 белая пешка · e2 белый ферзь · g2 белая пешка · h2 белая пешка · c1 белая ладья · d1 белая ладья · g1 белый король | a8 чёрная ладья · d8 чёрный ферзь · f8 чёрная ладья · g8 чёрный король · a7 чёрная пешка · b7 чёрный слон · e7 чёрный конь · f7 чёрная пешка · g7 чёрная пешка · h7 чёрная пешка · b6 чёрная пешка · e6 чёрная пешка · f6 чёрный конь · e5 белый конь · d4 белая пешка · b3 белый слон · c3 белый конь · f3 белая пешка · a2 белая пешка · b2 белая пешка · e2 белый ферзь · g2 белая пешка · h2 белая пешка · c1 белая ладья · d1 белая ладья · g1 белый король | a8 чёрная ладья · d8 чёрный ферзь · f8 чёрная ладья · g8 чёрный король · a7 чёрная пешка · b7 чёрный слон · e7 чёрный конь · f7 чёрная пешка · g7 чёрная пешка · h7 чёрная пешка · b6 чёрная пешка · e6 чёрная пешка · f6 чёрный конь · e5 белый конь · d4 белая пешка · b3 белый слон · c3 белый конь · f3 белая пешка · a2 белая пешка · b2 белая пешка · e2 белый ферзь · g2 белая пешка · h2 белая пешка · c1 белая ладья · d1 белая ладья · g1 белый король | a8 чёрная ладья · d8 чёрный ферзь · f8 чёрная ладья · g8 чёрный король · a7 чёрная пешка · b7 чёрный слон · e7 чёрный конь · f7 чёрная пешка · g7 чёрная пешка · h7 чёрная пешка · b6 чёрная пешка · e6 чёрная пешка · f6 чёрный конь · e5 белый конь · d4 белая пешка · b3 белый слон · c3 белый конь · f3 белая пешка · a2 белая пешка · b2 белая пешка · e2 белый ферзь · g2 белая пешка · h2 белая пешка · c1 белая ладья · d1 белая ладья · g1 белый король | 4 |
| 3 | a8 чёрная ладья · d8 чёрный ферзь · f8 чёрная ладья · g8 чёрный король · a7 чёрная пешка · b7 чёрный слон · e7 чёрный конь · f7 чёрная пешка · g7 чёрная пешка · h7 чёрная пешка · b6 чёрная пешка · e6 чёрная пешка · f6 чёрный конь · e5 белый конь · d4 белая пешка · b3 белый слон · c3 белый конь · f3 белая пешка · a2 белая пешка · b2 белая пешка · e2 белый ферзь · g2 белая пешка · h2 белая пешка · c1 белая ладья · d1 белая ладья · g1 белый король | a8 чёрная ладья · d8 чёрный ферзь · f8 чёрная ладья · g8 чёрный король · a7 чёрная пешка · b7 чёрный слон · e7 чёрный конь · f7 чёрная пешка · g7 чёрная пешка · h7 чёрная пешка · b6 чёрная пешка · e6 чёрная пешка · f6 чёрный конь · e5 белый конь · d4 белая пешка · b3 белый слон · c3 белый конь · f3 белая пешка · a2 белая пешка · b2 белая пешка · e2 белый ферзь · g2 белая пешка · h2 белая пешка · c1 белая ладья · d1 белая ладья · g1 белый король | a8 чёрная ладья · d8 чёрный ферзь · f8 чёрная ладья · g8 чёрный король · a7 чёрная пешка · b7 чёрный слон · e7 чёрный конь · f7 чёрная пешка · g7 чёрная пешка · h7 чёрная пешка · b6 чёрная пешка · e6 чёрная пешка · f6 чёрный конь · e5 белый конь · d4 белая пешка · b3 белый слон · c3 белый конь · f3 белая пешка · a2 белая пешка · b2 белая пешка · e2 белый ферзь · g2 белая пешка · h2 белая пешка · c1 белая ладья · d1 белая ладья · g1 белый король | a8 чёрная ладья · d8 чёрный ферзь · f8 чёрная ладья · g8 чёрный король · a7 чёрная пешка · b7 чёрный слон · e7 чёрный конь · f7 чёрная пешка · g7 чёрная пешка · h7 чёрная пешка · b6 чёрная пешка · e6 чёрная пешка · f6 чёрный конь · e5 белый конь · d4 белая пешка · b3 белый слон · c3 белый конь · f3 белая пешка · a2 белая пешка · b2 белая пешка · e2 белый ферзь · g2 белая пешка · h2 белая пешка · c1 белая ладья · d1 белая ладья · g1 белый король | a8 чёрная ладья · d8 чёрный ферзь · f8 чёрная ладья · g8 чёрный король · a7 чёрная пешка · b7 чёрный слон · e7 чёрный конь · f7 чёрная пешка · g7 чёрная пешка · h7 чёрная пешка · b6 чёрная пешка · e6 чёрная пешка · f6 чёрный конь · e5 белый конь · d4 белая пешка · b3 белый слон · c3 белый конь · f3 белая пешка · a2 белая пешка · b2 белая пешка · e2 белый ферзь · g2 белая пешка · h2 белая пешка · c1 белая ладья · d1 белая ладья · g1 белый король | a8 чёрная ладья · d8 чёрный ферзь · f8 чёрная ладья · g8 чёрный король · a7 чёрная пешка · b7 чёрный слон · e7 чёрный конь · f7 чёрная пешка · g7 чёрная пешка · h7 чёрная пешка · b6 чёрная пешка · e6 чёрная пешка · f6 чёрный конь · e5 белый конь · d4 белая пешка · b3 белый слон · c3 белый конь · f3 белая пешка · a2 белая пешка · b2 белая пешка · e2 белый ферзь · g2 белая пешка · h2 белая пешка · c1 белая ладья · d1 белая ладья · g1 белый король | a8 чёрная ладья · d8 чёрный ферзь · f8 чёрная ладья · g8 чёрный король · a7 чёрная пешка · b7 чёрный слон · e7 чёрный конь · f7 чёрная пешка · g7 чёрная пешка · h7 чёрная пешка · b6 чёрная пешка · e6 чёрная пешка · f6 чёрный конь · e5 белый конь · d4 белая пешка · b3 белый слон · c3 белый конь · f3 белая пешка · a2 белая пешка · b2 белая пешка · e2 белый ферзь · g2 белая пешка · h2 белая пешка · c1 белая ладья · d1 белая ладья · g1 белый король | a8 чёрная ладья · d8 чёрный ферзь · f8 чёрная ладья · g8 чёрный король · a7 чёрная пешка · b7 чёрный слон · e7 чёрный конь · f7 чёрная пешка · g7 чёрная пешка · h7 чёрная пешка · b6 чёрная пешка · e6 чёрная пешка · f6 чёрный конь · e5 белый конь · d4 белая пешка · b3 белый слон · c3 белый конь · f3 белая пешка · a2 белая пешка · b2 белая пешка · e2 белый ферзь · g2 белая пешка · h2 белая пешка · c1 белая ладья · d1 белая ладья · g1 белый король | 3 |
| 2 | a8 чёрная ладья · d8 чёрный ферзь · f8 чёрная ладья · g8 чёрный король · a7 чёрная пешка · b7 чёрный слон · e7 чёрный конь · f7 чёрная пешка · g7 чёрная пешка · h7 чёрная пешка · b6 чёрная пешка · e6 чёрная пешка · f6 чёрный конь · e5 белый конь · d4 белая пешка · b3 белый слон · c3 белый конь · f3 белая пешка · a2 белая пешка · b2 белая пешка · e2 белый ферзь · g2 белая пешка · h2 белая пешка · c1 белая ладья · d1 белая ладья · g1 белый король | a8 чёрная ладья · d8 чёрный ферзь · f8 чёрная ладья · g8 чёрный король · a7 чёрная пешка · b7 чёрный слон · e7 чёрный конь · f7 чёрная пешка · g7 чёрная пешка · h7 чёрная пешка · b6 чёрная пешка · e6 чёрная пешка · f6 чёрный конь · e5 белый конь · d4 белая пешка · b3 белый слон · c3 белый конь · f3 белая пешка · a2 белая пешка · b2 белая пешка · e2 белый ферзь · g2 белая пешка · h2 белая пешка · c1 белая ладья · d1 белая ладья · g1 белый король | a8 чёрная ладья · d8 чёрный ферзь · f8 чёрная ладья · g8 чёрный король · a7 чёрная пешка · b7 чёрный слон · e7 чёрный конь · f7 чёрная пешка · g7 чёрная пешка · h7 чёрная пешка · b6 чёрная пешка · e6 чёрная пешка · f6 чёрный конь · e5 белый конь · d4 белая пешка · b3 белый слон · c3 белый конь · f3 белая пешка · a2 белая пешка · b2 белая пешка · e2 белый ферзь · g2 белая пешка · h2 белая пешка · c1 белая ладья · d1 белая ладья · g1 белый король | a8 чёрная ладья · d8 чёрный ферзь · f8 чёрная ладья · g8 чёрный король · a7 чёрная пешка · b7 чёрный слон · e7 чёрный конь · f7 чёрная пешка · g7 чёрная пешка · h7 чёрная пешка · b6 чёрная пешка · e6 чёрная пешка · f6 чёрный конь · e5 белый конь · d4 белая пешка · b3 белый слон · c3 белый конь · f3 белая пешка · a2 белая пешка · b2 белая пешка · e2 белый ферзь · g2 белая пешка · h2 белая пешка · c1 белая ладья · d1 белая ладья · g1 белый король | a8 чёрная ладья · d8 чёрный ферзь · f8 чёрная ладья · g8 чёрный король · a7 чёрная пешка · b7 чёрный слон · e7 чёрный конь · f7 чёрная пешка · g7 чёрная пешка · h7 чёрная пешка · b6 чёрная пешка · e6 чёрная пешка · f6 чёрный конь · e5 белый конь · d4 белая пешка · b3 белый слон · c3 белый конь · f3 белая пешка · a2 белая пешка · b2 белая пешка · e2 белый ферзь · g2 белая пешка · h2 белая пешка · c1 белая ладья · d1 белая ладья · g1 белый король | a8 чёрная ладья · d8 чёрный ферзь · f8 чёрная ладья · g8 чёрный король · a7 чёрная пешка · b7 чёрный слон · e7 чёрный конь · f7 чёрная пешка · g7 чёрная пешка · h7 чёрная пешка · b6 чёрная пешка · e6 чёрная пешка · f6 чёрный конь · e5 белый конь · d4 белая пешка · b3 белый слон · c3 белый конь · f3 белая пешка · a2 белая пешка · b2 белая пешка · e2 белый ферзь · g2 белая пешка · h2 белая пешка · c1 белая ладья · d1 белая ладья · g1 белый король | a8 чёрная ладья · d8 чёрный ферзь · f8 чёрная ладья · g8 чёрный король · a7 чёрная пешка · b7 чёрный слон · e7 чёрный конь · f7 чёрная пешка · g7 чёрная пешка · h7 чёрная пешка · b6 чёрная пешка · e6 чёрная пешка · f6 чёрный конь · e5 белый конь · d4 белая пешка · b3 белый слон · c3 белый конь · f3 белая пешка · a2 белая пешка · b2 белая пешка · e2 белый ферзь · g2 белая пешка · h2 белая пешка · c1 белая ладья · d1 белая ладья · g1 белый король | a8 чёрная ладья · d8 чёрный ферзь · f8 чёрная ладья · g8 чёрный король · a7 чёрная пешка · b7 чёрный слон · e7 чёрный конь · f7 чёрная пешка · g7 чёрная пешка · h7 чёрная пешка · b6 чёрная пешка · e6 чёрная пешка · f6 чёрный конь · e5 белый конь · d4 белая пешка · b3 белый слон · c3 белый конь · f3 белая пешка · a2 белая пешка · b2 белая пешка · e2 белый ферзь · g2 белая пешка · h2 белая пешка · c1 белая ладья · d1 белая ладья · g1 белый король | 2 |
| 1 | a8 чёрная ладья · d8 чёрный ферзь · f8 чёрная ладья · g8 чёрный король · a7 чёрная пешка · b7 чёрный слон · e7 чёрный конь · f7 чёрная пешка · g7 чёрная пешка · h7 чёрная пешка · b6 чёрная пешка · e6 чёрная пешка · f6 чёрный конь · e5 белый конь · d4 белая пешка · b3 белый слон · c3 белый конь · f3 белая пешка · a2 белая пешка · b2 белая пешка · e2 белый ферзь · g2 белая пешка · h2 белая пешка · c1 белая ладья · d1 белая ладья · g1 белый король | a8 чёрная ладья · d8 чёрный ферзь · f8 чёрная ладья · g8 чёрный король · a7 чёрная пешка · b7 чёрный слон · e7 чёрный конь · f7 чёрная пешка · g7 чёрная пешка · h7 чёрная пешка · b6 чёрная пешка · e6 чёрная пешка · f6 чёрный конь · e5 белый конь · d4 белая пешка · b3 белый слон · c3 белый конь · f3 белая пешка · a2 белая пешка · b2 белая пешка · e2 белый ферзь · g2 белая пешка · h2 белая пешка · c1 белая ладья · d1 белая ладья · g1 белый король | a8 чёрная ладья · d8 чёрный ферзь · f8 чёрная ладья · g8 чёрный король · a7 чёрная пешка · b7 чёрный слон · e7 чёрный конь · f7 чёрная пешка · g7 чёрная пешка · h7 чёрная пешка · b6 чёрная пешка · e6 чёрная пешка · f6 чёрный конь · e5 белый конь · d4 белая пешка · b3 белый слон · c3 белый конь · f3 белая пешка · a2 белая пешка · b2 белая пешка · e2 белый ферзь · g2 белая пешка · h2 белая пешка · c1 белая ладья · d1 белая ладья · g1 белый король | a8 чёрная ладья · d8 чёрный ферзь · f8 чёрная ладья · g8 чёрный король · a7 чёрная пешка · b7 чёрный слон · e7 чёрный конь · f7 чёрная пешка · g7 чёрная пешка · h7 чёрная пешка · b6 чёрная пешка · e6 чёрная пешка · f6 чёрный конь · e5 белый конь · d4 белая пешка · b3 белый слон · c3 белый конь · f3 белая пешка · a2 белая пешка · b2 белая пешка · e2 белый ферзь · g2 белая пешка · h2 белая пешка · c1 белая ладья · d1 белая ладья · g1 белый король | a8 чёрная ладья · d8 чёрный ферзь · f8 чёрная ладья · g8 чёрный король · a7 чёрная пешка · b7 чёрный слон · e7 чёрный конь · f7 чёрная пешка · g7 чёрная пешка · h7 чёрная пешка · b6 чёрная пешка · e6 чёрная пешка · f6 чёрный конь · e5 белый конь · d4 белая пешка · b3 белый слон · c3 белый конь · f3 белая пешка · a2 белая пешка · b2 белая пешка · e2 белый ферзь · g2 белая пешка · h2 белая пешка · c1 белая ладья · d1 белая ладья · g1 белый король | a8 чёрная ладья · d8 чёрный ферзь · f8 чёрная ладья · g8 чёрный король · a7 чёрная пешка · b7 чёрный слон · e7 чёрный конь · f7 чёрная пешка · g7 чёрная пешка · h7 чёрная пешка · b6 чёрная пешка · e6 чёрная пешка · f6 чёрный конь · e5 белый конь · d4 белая пешка · b3 белый слон · c3 белый конь · f3 белая пешка · a2 белая пешка · b2 белая пешка · e2 белый ферзь · g2 белая пешка · h2 белая пешка · c1 белая ладья · d1 белая ладья · g1 белый король | a8 чёрная ладья · d8 чёрный ферзь · f8 чёрная ладья · g8 чёрный король · a7 чёрная пешка · b7 чёрный слон · e7 чёрный конь · f7 чёрная пешка · g7 чёрная пешка · h7 чёрная пешка · b6 чёрная пешка · e6 чёрная пешка · f6 чёрный конь · e5 белый конь · d4 белая пешка · b3 белый слон · c3 белый конь · f3 белая пешка · a2 белая пешка · b2 белая пешка · e2 белый ферзь · g2 белая пешка · h2 белая пешка · c1 белая ладья · d1 белая ладья · g1 белый король | a8 чёрная ладья · d8 чёрный ферзь · f8 чёрная ладья · g8 чёрный король · a7 чёрная пешка · b7 чёрный слон · e7 чёрный конь · f7 чёрная пешка · g7 чёрная пешка · h7 чёрная пешка · b6 чёрная пешка · e6 чёрная пешка · f6 чёрный конь · e5 белый конь · d4 белая пешка · b3 белый слон · c3 белый конь · f3 белая пешка · a2 белая пешка · b2 белая пешка · e2 белый ферзь · g2 белая пешка · h2 белая пешка · c1 белая ладья · d1 белая ладья · g1 белый король | 1 |
|   | a | b | c | d | e | f | g | h |   |

В партии Ботвинник — Батуев возникла позиция на диаграмме.
Форпост белых — конь на е5. Не сознавая исходящую от него угрозы, чёрные сыграли.
17... Лс8?
Следовало предпочесть 17... Kfd5. Теперь же у белых находится неожиданный контрудар.
18. K:f7! Л:f7
19. Ф:e6
Форпост послужил причиной вторжения белых в неприятельский лагерь и началом неотразимой атаки. Далее последовало:
19... Фf8
20. Ke4 Л:с1
21. Л:с1 Kfd5
22. Kd6 Ca8 
23. Ле1! g6
24. K:f7 Ф:f7
25. Ф:e7
1 — 0